# Plasmídeo Ti

A estrutura do plasmídeo Ti

O plasmídeo Ti (do inglês, "tumor inducing", indutor de tumor) é um plasmídeo que pode fazer parte do equipamento genético utilizado por Agrobacterium tumefaciens e Agrobacterium rhizogenes  para transferir seu material genético para plantas. O plasmídeo Ti é perdido quando Agrobacterium é crescido em temperaturas acima de 28 °C. Bactérias crescidas nessa temperatura não são capaz induzir a formação da galha-da-coroa, ou seja, tornam-se avirulentos. Os plasmídeos pTi e a pRi possuem pouca similaridade de sequências, mas possuem funções parecidas. Os plasmídeos Ti são classificadas em diferentes tipos, baseado no tipo de opina produzidos a partir deles. As diferentes opinas codificadas pelo pTi são a octopina, nopalina, succinamopina e leucinopina.
A modificação deste plasmídeo é muito importante para criação de  algumas plantas transgênicas.

## Região de virulência
Os genes na região de virulência são agrupadas nos operons virABCDEFG, que codificam asenzimas responsáveis por mediar transferência conjugativa do T-DNA para células vegetais.
- virA  codifica um receptor que reage à presença de compostos fenólicos, tais como acetosiringona,[2] siringoaldeído ou acetovanillona[3] que são expelidos de tecidos de plantas danificados.[4]
- virB codifica proteínas que produzem um poro/estrutura semelhante a pilus.[2]
- virC liga a sequência a ser transferida.[2]
- virD1 e virD2 produzem endonucleases que têm como alvo as bordas do segmento de T-DNA ; virD4 é a proteína de acoplamento.[5]
- virE liga-se à fita T, protegendo-a do ataque de nucleases, e intercala-se com lipídios para formar canais nas membranas vegetais, através dos quais o complexo T passa,[2] à partir da borda direita.[4]
- virG ativa dos genes vir após a ligação a uma sequência consenso,[2] após ser fosforilada pela virA.[4]

## Características
- Agrobacterium é também conhecido como engenheiro genético natural.
- Tamanho do plasmídeo: ~250k pb.
- Contém uma ou mais regiões de T-DNA.
- Contém uma região de para transferência conjugativa de sequências de DNA.
- Contém regiões para síntese e catabolismo de opinas.
- Responsável pela doença da galha-da-coroa em plantas